# NGC 2305
NGC 2305 (również PGC 19641) – galaktyka eliptyczna (E2/P), znajdująca się w gwiazdozbiorze Ryby Latającej. Odkrył ją John Herschel 30 listopada 1834 roku.